# Prostomis weigeli
Prostomis weigeli es una especie de coleóptero de la familia Prostomidae.

## Distribución geográfica
Habita en Indonesia.